# قصعين سبخي
قصعين سبخي (الاسم العلمي:Salvia uliginosa) هو نوع من النباتات يتبع جنس القصعين من الفصيلة الشفوية.